# Конюховський район
Ко́нюховський район (рос. Конюховский район) — колишній район у складі Північноказахстанської області Казахської РСР.

## Історія
Район утворений 8 травня 1944 року шляхом виділення із Булаєвського району 13 сільрад — Березняковської, Воскресенської, Зарослинської, Комишловської, Колосовської, Куломзінської, Леб'яжинської, Ново-Успенської, Октябрської, Пролетарської, Суворовської та Чистянської.
3 квітня 1952 року центр району перенесено до села Кара-Куга. Причиною тому стала відсутність приміщень та житла для керівників району.
10 травня 1952 року села Свєт та Красне Новоуспенської сільради передані до складу Чистянської сільради.
30 липня 1957 року села Образець, Красне та Амбарне Кара-Кугинської селищної ради були передані до складу Надеждинської селищної ради Булаєвського району.
28 липня 1958 року села Суворовка, Правдино, Рязанка та Райтоп Зарослинської сільради були передані до складу Октябрської сільради.
Район був ліквідований 2 січня 1963 року, а територія у складі 6 сільрад передана до складу Булаєвського району — Карагугинської, Колосовської, Конюховської, Лебяжинської, Октябрської та Чистянської.